# Taboadela (parroquia)
Taboadela (llamada oficialmente San Miguel de Taboadela) es una parroquia y un lugar del municipio español de Taboadela, en la provincia de Orense, Galicia.

## Historia
Hacia mediados del siglo XIX, la parroquia, ya por entonces perteneciente a Taboadela, tenía contabilizada una población de 508 habitantes. Aparece descrita en el decimocuarto volumen del Diccionario geográfico-estadístico-histórico de España y sus posesiones de Ultramar de Pascual Madoz con las siguientes palabras:

TABOADELA (San Miguel): felig., cap. del ayunt. del mismo nombre, en la prov. y dióc. de Orense (2 leg.), part. jud. de Allariz (1). sit. al N. de una cord. de montañas en la carretera de Orense á Castilla; clima sano. Tiene 119 casas repartidas en varios l., y una escuela de primeras letras frecuentada por indeterminado número de niños. La igl. parr. (San Miguel) está servida por un cura de entrada y patronato misto; hay tambien dos ermitas de propiedad particular y dos del vecindario. Confina N. Touza; E. Aguassantas; S. Toran, y O. Sotomayor. El terreno es montuoso y de mediana calidad. El correo se recibe de Allariz. prod.: maiz, centeno, lino, patatas, castañas, legumbres y pastos; hay ganado vacuno, de cerda y lanar, y caza de perdices, liebres y conejos. ind.: la agrícola y telares de lienzos ordinarios. pobl.: 119 vec., 508 alm. contr.: con las demas parr. que componen el ayunt. (V.).
(Madoz, 1849, p. 547)

## Organización territorial
La parroquia está formada por siete entidades de población:
- Covelo
- Mingarabeiza
- O Castro
- Pumar
- Taboadela
- Vilar
- Xociños

## Demografía

### Parroquia
| Gráfica de evolución demográfica de Taboadela (parroquia) entre 2000 y 2023 |
|                                                                             |
| Datos según el nomenclátor publicado por el INE.                            |

### Lugar
| Gráfica de evolución demográfica de Taboadela (lugar) entre 2000 y 2023 |
|                                                                         |
| Datos según el nomenclátor publicado por el INE.                        |